# Terje Gewelt

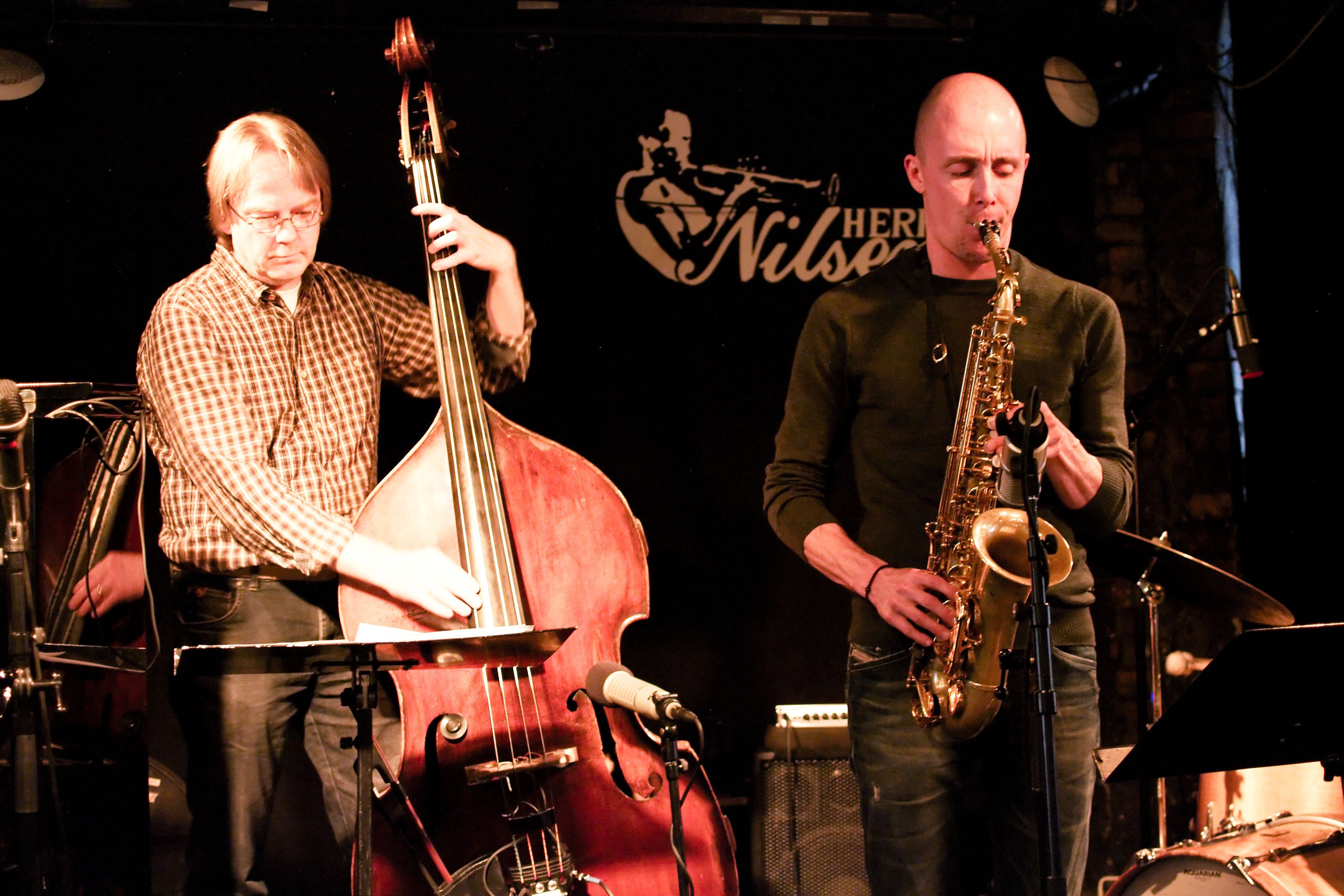
Terje Gewelt mit Frode Nymo

Terje Gewelt  (* 8. Juni 1960 in Oslo)  ist ein norwegischer Jazz- und Fusion-Bassist.

## Leben und Wirken
Terje Gewelt wuchs in Larvik auf, spielte zunächst  Gitarre und wechselte mit 14 Jahren zur Bassgitarre, mit 17 zusätzlich zum akustischen Bass. Von 1979 bis 1981 studierte er bei  Arild Andersen und spielte mit lokalen Jazz- und Fusion-Bands. 1981 zog Gewelt in die Vereinigten Staaten und studierte Bass am Bass Institute of Technology in Los Angeles; er studierte Bassgitarre bei Jeff Berlin und akustischen Bass bei Bob Magnuson. 1982 kehrte er nach Oslo zurück und arbeitete mit vielen Musikern der norwegischen Jazzszene. 1983 begab sich Gewelt erneut in die USA, um am Berklee College of Music in Boston zu studieren, u. a. bei Dave Holland. Dort spielte er u. a. mit den Saxophonisten Tommy Smith und Donny McCaslin sowie mit Christian Jacob, Danilo Pérez, Ahmad Mansour und Laszlo Gardonyi; außerdem nahm er Privatstunden bei Jaco Pastorius in New York City. Mit Tommy Smith war er Mitbegründer des akustischen Quartetts Forward Motion. 1984 entstand bei Hep das erste Album  unter eigenem Namen, Forward Motion: The Berklee Tapes (mit Tommy Smith, Lazlo Gardonyi und Ian Froman).
1988 arbeitete Terje Gewelt mit dem Santana-Schlagzeuger Michael Shrieve, Mark Isham, Andy Summers und David Torn (Stiletto). 1989 kehrte Gewelt nach Norwegen zurück und arbeitete u. a. mit Knut Værnes; 1995 wurde er Mitglied von Billy Cobhams Band und wirkte an dessen  Alben Nordic und Off Color mit; außerdem spielte er auf Jacob Youngs Album This Is You mit. 1997 arbeitete er mit dem russischen Pianisten Misha Alperin (North Story, First Impression auf ECM).
1998 gründete er das Plattenlabel Resonant Music und veröffentlichte dort sieben Alben unter eigenem Namen. Außerdem wirkte er an Aufnahmen von Dag Arnesen, Egil Kapstad (Storytellers, 1998), Roy Powell, Odd Riisnæs (Another Version, 1993), Knut Riisnæs (Touching, 2001), Espen Rud, Frode Thingnæs, Petter Wettre, Staffan William-Olsson und Ahmad Mansour mit. Ab 2002 entstanden drei Duo-Alben mit dem  US-amerikanischen Pianisten Christian Jacob,  Duality, Interplay und Hope sowie zwei Alben mit dem Dag Amesen Trio.

## Diskographische Hinweise
- Hide and Seek (Resonant Music, 1999)
- Duality (Resonant Music, 2002) Duo mit Christian Jacob
- Interplay (Resonant Music, 2003) Duo mit Christian Jacob
- Small World (Resonant Music, 2004) mit Bjørn Klakegg, Robertinho Silva, Jon Christensen, Carlos Negreiros, Kenneth Ekornes
- Hope (Resonant Music, 2005) Duo mit Christian Jacob
- If Time Stood Still (Resonant Music, 2007)
- Norwegian Song (Resonant Music 2007) mit Dag Arnesen
- Norwegian Song 2 (Resonant Music 2008) mit Dag Arnesen
- Oslo (Resonant Music 2009) mit Enrico Pieranunzi und Anders Kjellberg